# محمد قريش
محمد ڤريش (مواليد 25 مايو 1952 في سطيف، الجزائر) هولاعب كرة قدم جزائري، لعب في فترة السبعينيات مع الوفاق السطايفي، ولد محمد ڤريش بحمام أولاد يلس بلدية مزلوق بضواحي مدينة سطيف، تقمص ألوان فريق اتحاد سطيف في بداية مشواره الرياضي ،و من ثم تنقل إلى الوفاق الرياضي السطايفي ،وصنع افراح الوفاق لتسعة سنوات، خلال هذه الفترة.
لعب مع الفريق الوطني العسكري، كما لعب مع الفريق الوطني الأول ،حيث نال المدالية الذهبية، معه سنة 1975، في ألعاب البحر الأبيض المتوسط، التي جرت أحداثها بالجزائر، كما نال كأس الجزائر، مع الوفاق سنة 1980.
سجل أكثر من 200 هدف مع الوفاق ،وكان أحسن هداف في البطولة لموسم 1975- 1976 بـ 21 هدف.
توفي يوم الثلثاء 18 أكتوبر سنة 1994 م، إنتقل محمد قريش إلى جوار ربه ،إثر حادث مرور خطير، علما أن قريش كان صاحب مدرسة خاصة بالسياقة (رحمه الله).

## التتويجات
مع نادي الوفاق الرياضي السطايفي :
- فائز بالكأس مرة واحدة سنة 1980.

مع منتخب الجزائر لكرة القدم :
فائز بالمدالية الذهبية في ألعاب البحر الأبيض المتوسط سنة 1975.

## الإنجازات
- أحسن هداف في البطولة سنة 1976 بـ 21 هدف
- سجل أكثر من 200 هدف مع الوفاق (جميع المسابقات)